# Vaixell funerari

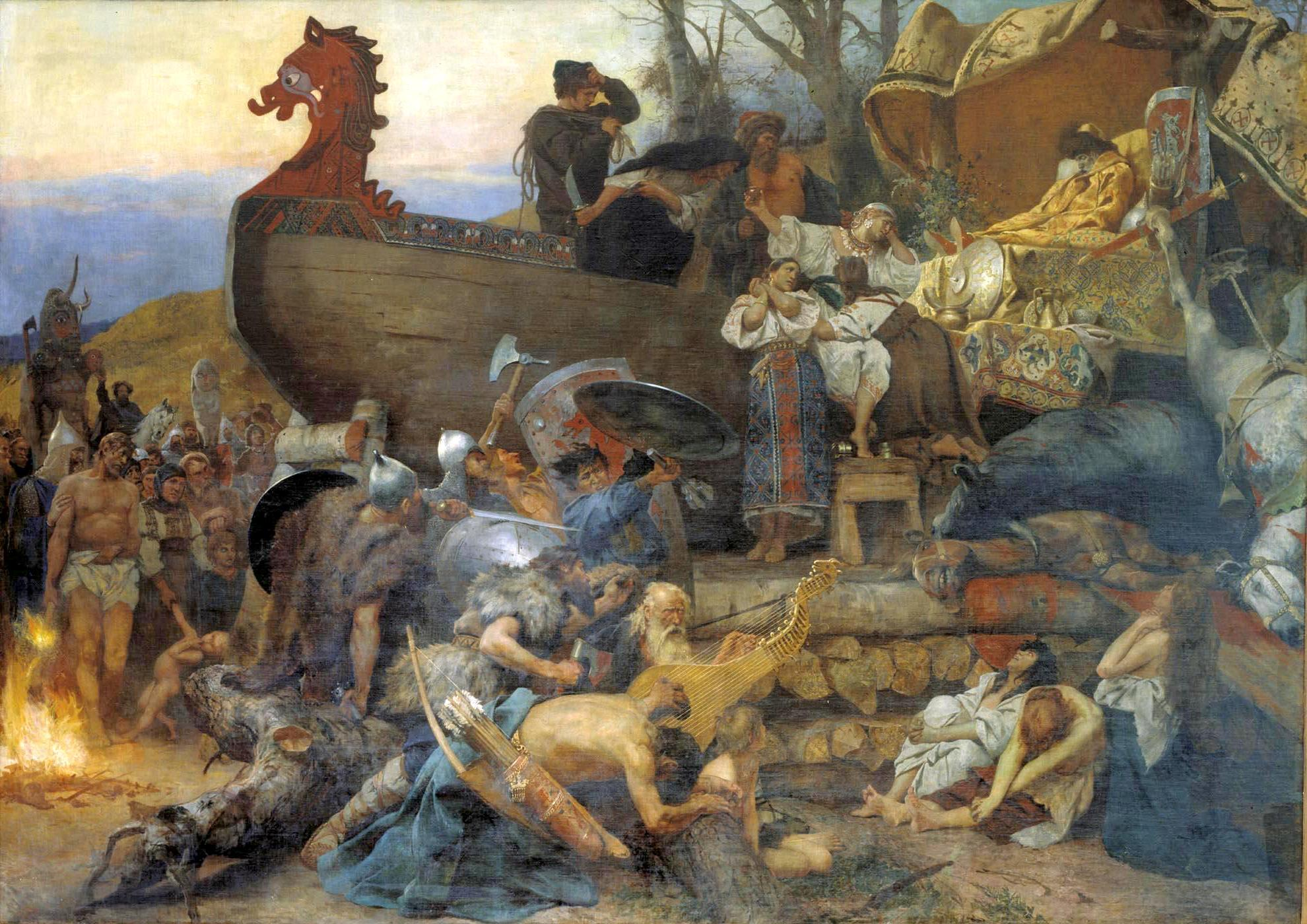
Cerimònia fúnebre d'Ígor de Kíev al 945, per Heinrich Semiradski (1845-1902)

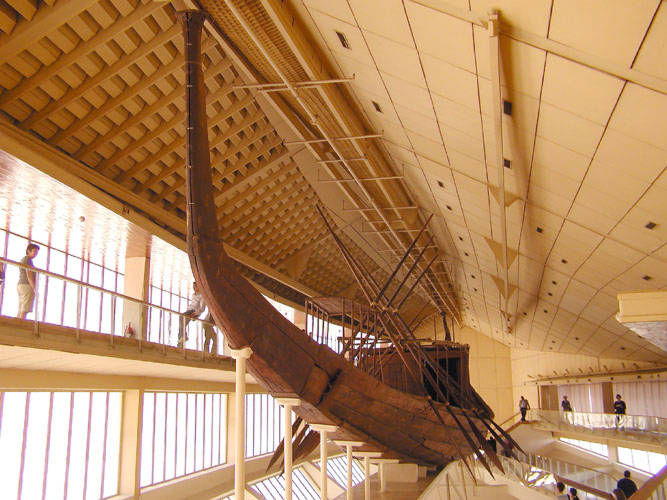
Barca funerària de Kheops. Guiza

Un vaixell funerari o vaixell tomba forma part d'una cerimònia funerària en què s'usa com a receptacle per al difunt i els seus béns, o com a part dels béns. Aquesta tècnica d'inhumació era usada pels anglosaxons, els merovingis, els vikings i, a vegades, per alguns faraons de les primeres dinasties de l'antic Egipte.

## Vaixells funeraris trobats
- Barca funerària de Kheops, Guiza (dinastia IV d'Egipte)
- Gokstad, Noruega
- Ladby, Dinamarca
- Oseberg, Noruega
- Sutton Hoo, est d'Anglaterra
- Tune, Noruega
- Valsgärde, Suècia
- Vendel, Suècia
- Sarskoye Gorodishche, prop de Rostov
- Timerevo, prop de Iaroslavl